# Pomieszczenie tymczasowe
Pomieszczenie tymczasowe. W polskim systemie prawnym nie ma już eksmisji „na bruk”. Zakaz eksmisji „na bruk” wprowadziła nowelizacja kodeksu postępowania cywilnego (art. 1046 ust. 4), a szczegółowe zasady jej przeprowadzania zawiera rozporządzenie Ministra Sprawiedliwości z dnia 22 grudnia 2011 r. w sprawie szczegółowego trybu postępowania w sprawach o opróżnienie lokalu lub pomieszczenia albo o wydanie nieruchomości (Dz.U. z 2012 r. poz. 11).
Zgodnie z art. 1046 § 4 kodeksu postępowania cywilnego „Wykonując obowiązek opróżnienia lokalu służącego zaspokojeniu potrzeb mieszkaniowych dłużnika na podstawie tytułu wykonawczego, z którego nie wynika prawo dłużnika do lokalu socjalnego lub zamiennego, komornik wstrzyma się z dokonaniem czynności do czasu, gdy gmina wskaże tymczasowe pomieszczenie lub gdy dłużnik – najemca znajdzie takie pomieszczenie albo też dokona tego wierzyciel – czyli właściciel lokalu.”
Pomieszczenie tymczasowe winno:
1. posiadać dostęp do źródła zaopatrzenia w wodę i do ustępu, chociażby te urządzenia znajdowały się poza budynkiem;
2. posiadać oświetlenie naturalne i elektryczne;
3. posiadać możliwość ogrzewania;
4. posiadać niezawilgocone przegrody budowlane;
5. zapewniać możliwość zainstalowania urządzenia do gotowania posiłków.

Dodatkowo trzeba wskazać, iż wystarczy, że pomieszczenie takie znajduje się w tej samej lub pobliskiej miejscowości, a na każdego eksmitowanego przypada co najmniej pięć metrów kwadratowych powierzchni.